# 2.ª Divisão de Infantaria (Alemanha)
A 2ª Divisão de Infantaria (em alemão:2. Infanterie-Division) foi uma unidade militar da Alemanha na Segunda Guerra Mundial.

## Comandantes
| Comandante                    | Data                                      |
| ----------------------------- | ----------------------------------------- |
| Generalleutnant Hubert Gercke | 1 de outubro de 1934 - 1 de abril de 1937 |
| Generalleutnant Paul Bader    | 1 de abril de 1937 - 4 de outubro de 1940 |

## História
O 2.Infanterie-Division foi formado em outubro de 1934 em Stettin. Era originalmente conhecido por Wehrgauleitung Stettin. Pouco tempo depois de a unidade ser criada, foi dado o apelido de Artillerieführer II. As unidades orgânicas regimental desta divisão foram formados pela expansão da 4. (Preußisches) Infanterie-Regiment e 5. (Preußisches) Infanterie-Regiment do 2.Division da Reichswehr.
Com o anúncio formal da criação da Wehrmacht, em 15 de outubro de 1935, o nome Artillerieführer II foi abandonado e esta unidade se tornou oficialmente conhecido como a 2ª Divisão de Infantaria.
Em 12 de outubro de 1937 a divisão foi reformada como uma unidade motorizada conhecida como 2ª Divisão de Infantaria Motorizada.
No dia 5 de outubro de 1940 a unidade foi reorganizada e utilizada para formar uma nova unidade, a 12ª Divisão Panzer.